# یواس‌اس رید (اف‌اف‌جی-۳۰)
یواس‌اس رید (اف‌اف‌جی-۳۰) (به انگلیسی: USS Reid (FFG-30)) یک کشتی است که طول آن ۴۵۳ فوت (۱۳۸ متر), در کل می‌باشد. این کشتی در سال ۱۹۸۱ ساخته شد.